# Leves

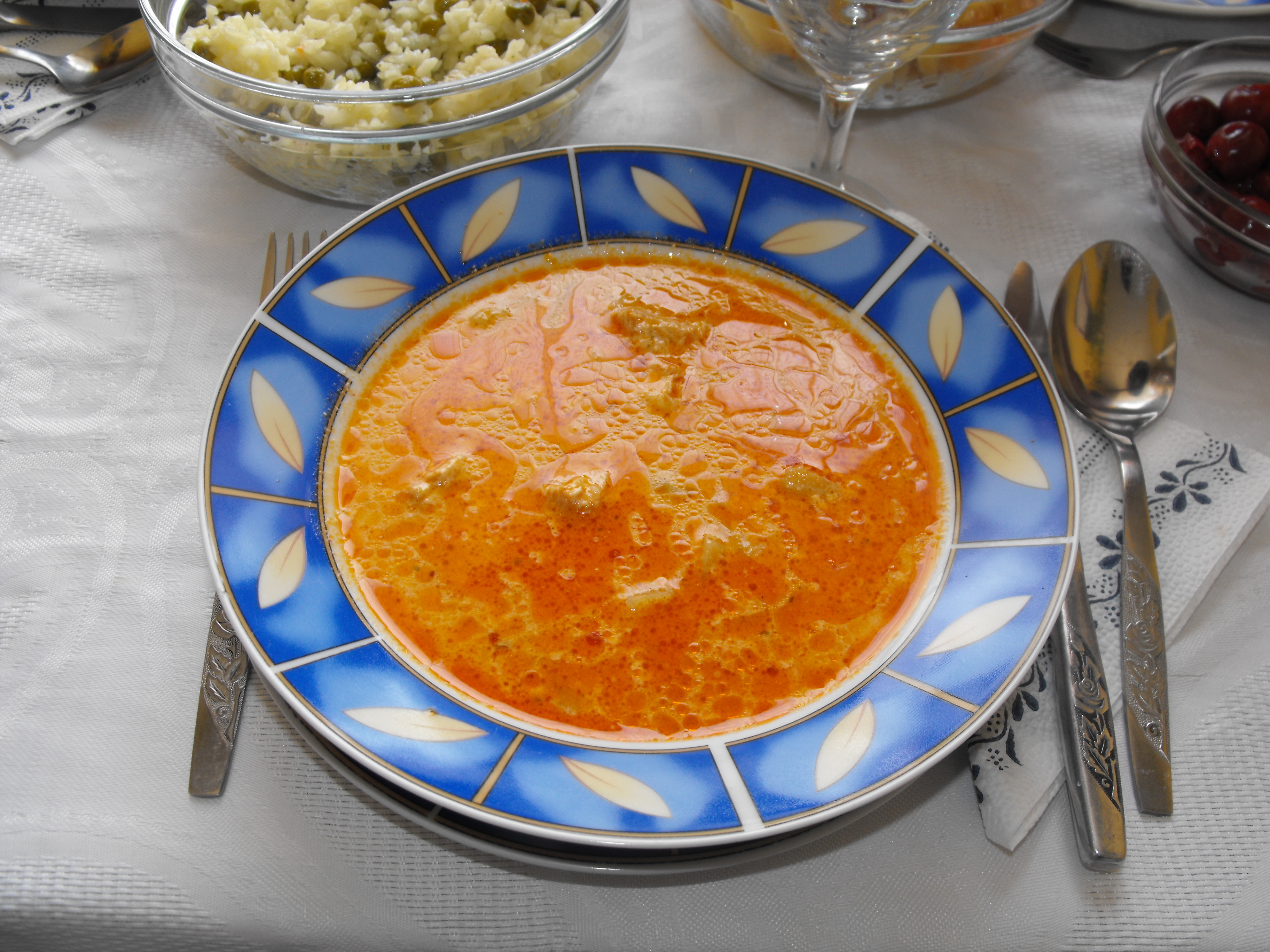
Egy tányér palócleves

A leves „a szilárd tápszereknek híg alakban való elkészítése a célból, hogy könnyebben emészthetők legyenek; a hígító anyag a víz, mely feloldja s magába veszi a tápanyag legértékesebb részeit.”
A levesnek amellett, hogy segíti az emésztést, étvágygerjesztő hatása is van, ezért áll a legtöbb nép konyhájában az étkezések előtt, mintegy bevezetve azt. Nem ajánlatos azonban csupán levessel jóllakni (ideális mennyiség 2-2,5 dl, ha nem egytálételről van szó), mivel nem tartalmaz annyi vitamint, rostot, fehérjét és ásványi anyagot, mint a szilárd ételek. Fontos a leves jó megválasztása a főétel jellegéhez mérten – így egy tartalmasabb fogást könnyedebb levessel, míg egy kevésbé laktató fogást tartalmasabb levessel vezethetünk be (a leves telítettségét rántással, tésztabetéttel vagy különböző zsiradékokkal – tejszín, tejföl, vaj, szalonna – fokozhatjuk).
A levesek legáltalánosabban fehér- és barnalevesekre oszthatjuk fel. A fehérlevesek sűrítés nélkül készülnek (húsleves, erőleves, csontleves), a barnalevesek pedig sűrítéssel.

## A levesek fajtái

### Húslevesek
„A levesek között első helyen áll a húsleves, mely legjobb, ha marhahúsból készül. A jó húsleves következő módon készül: 1 kg. húst 3 liter hideg vízben, ép zománcú fazékban fedő alatt tűzhöz tesznek; midőn a víz forr, akkor körülbelül 2-3 gyökér petrezselymet, sárgarépát, egy kis zellert és karalábét, 3-4 db fokhagymát és vöröshagymát megtisztítva, egyeseket felszeletelve tesznek bele s a levest egyúttal megsózzák. 3,5-4 órai lassú forrás után a leves annyira kész, hogy ülepítik, vagy leszűrik, tojással gyúrt tésztát vagy darát, árpakását, rizst v. más un. levesbetétet főznek bele. A húsleves legfinomabb tésztája a sós piskótatészta (seberli), tüdős táska és rétes meg a finom gombócok, mint máj-, zsemlye- és velőgombócok. De nemcsak mint önálló étel fontos a húslé, hanem úgy is mint más étel előkészítő anyaga.”
A legtöbb leves meghatározója az így kapott, ízletes alaplé.

## Alaplé
Az alaplevek hasonlóan készülnek, mint húsleves, de enyhébben sózzák és többféle alapanyagból, enyhén ízesítve, több célra készítik. Az alaplé támogatásával jönnek létre azok az ízek, amelyeket a vendég – helyesen – háziasnak titulál. Az alaplevek receptúrája egyedi (intim) dolog, sokan a lehető legtisztább alaplevekre esküsznek, minimális zöldséghasználattal és a fűszerezés mellőzésével. Mások összetett fűszerezést, vegyes csontokat alkalmaznak. Minden alaplének oka és funkciója van, ezért kár lenne kőbe vésni bármilyen alaplé receptet.
Készíthetünk alaplevet csak zöldségekből, szárnyasból, marhából, halból. Ezeket alapvetően zöldséges, szárnyas, marha, és halételekhez javasolt felhasználni, de más ételek, mártások stb. is készülnek vele. A vad ételekhez is szárnyas alaplevet készítünk, mert a vadak csontjait nem használjuk alaplé készítésére.
A főzési idő hal esetében egészen rövid, 30-40 perc, szárnyasok esetében 4-5 óra, míg a marhából készült alaplevet 8-12 órán át is lehet főzni.
Az alaplé koncentrátum elkészítése időigényes feladat, éttermi felhasználás során is nagyobb mennyiség készül belőle. Az alaplé otthoni készítésére megegyezik a professzionálissal, és megéri rászánni az időt. A csontok feldolgozása, zöldségek aprítása, majd az azt követő órák hosszan tartó főzés ugyan egy fél napot igénybe vesz, de az előkészítésen túl, már nem kell sokat foglalkozni vele. Ráadásul nem is kell túl gyakran főznünk, ha a koncentrátumot jégkocka tartóba öntve lefagyaszthatjuk, bármikor elővehetjük a mélyhűtőből.
Lásd:Alaplevesek

## Erőleves
Az erőlevesek többféle hús felhasználásával készülnek (pl.: darált sovány marhahús, a szárnyas aprólék, és felaprított marhacsonttal), lassú főzés mellett, a zavarosodást elkerülendő, még a tojásfehérjével, és a paradicsompürével jól összedolgozzuk. Hideg vízzel felöntve, lassú tűzön felforraljuk, sóval, borssal, fokhagymával (köménymaggal, reszelt szerecsendióval stb.) ízesítjük, bezöldségeljük (sárgarépa, petrezselyem, karalábé, karfiol, v. káposzta, vöröshagyma). Ha felforrt, keverni már nem szabad, a főzés időtartama 3-4 óra. Ha készen van, akkor a tűzről levéve 10-15 percig állni hagyjuk. Ülepedés után leszedjük a zsírját, és kanállal átmerve, finom szűrőn, vagy szűrőruhán leszűrjük. Ha mégis maradna valamennyi zsír, akkor a leves tetejéről papírszalvétával felitatjuk. Forrón, előmelegített csészében tálaljuk. Adhatjuk tojássárgájával, tojáskocsonyával, gombás lepénnyel, májrizzsel, grízgaluskával, cérnametélttel, apró kockákra/metéltre vágott palacsintatésztával.

## Csontleves
(Consomme)

## Gulyás leves

### Zöldséglevesek
Így például a zöldségleveseké is, amelyek a tavaszi, nyári hónapok kedvelt fogásai. A zöldség- és gombaleves készítésekor ajánlatos a belevalókat a főzés előtt kevés zsiradékban megpirítani, és alaplével felereszteni, így jobban érezhetőek lesznek majd az ízek.

### Krémlevesek
A reformkonyha kedvelt ételei a krémlevesek, mivel egyszerűen elkészíthető, a készre főtt leves hozzávalóinak összeturmixolásával teljesen új ízek kerülnek előtérbe, ezáltal más tartalmú, ízkombinációjú levest kapunk. A legkedveltebbek közé tartozik a póréhagyma-krémleves, a sütőtök-krémleves vagy a brokkoli krémleves. De krémlevest tulajdonképpen bármilyen zöldség vagy gyümölcslevesből készíthetünk.

### Gyümölcslevesek
A nyári hónapok kedvelt fogásai, hiszen ezek hidegen is ízletesek, így könnyebben lecsúsznak, mint egy zsírosabb húsleves. Általában habarással készülnek, amelyet kiegészíthetünk tejszínnel, vagy vaníliapudinggal is, hogy sűrűbb és ízletesebb legyen. Leginkább hidegen fogyasztandók.

### Egytálétellevesek
Magyar leveskultúránk bővelkedik a gazdag, tartalmas, fűszeres, egytálételként is fogyasztható levesekben (gulyásleves, halászlé, Jókai-bableves), melyek nem utolsósorban a magyar gasztronómiát a világgal is megkedveltették. Alapjuk - mint a levesek döntő többségének - az ízletes húsleves, amelyet gazdagon kibővítenek zöldségekkel (burgonyával, babbal, sárgarépával, fehérrépával), hússal és jellegzetes, intenzív fűszerezéssel. A levesek ezen kategóriája nem tartozik a csupán étvágygerjesztésre, emésztést segítésére használt étkek közé, egyetlen fogásként, kevés kiegészítéssel (gyümölcs, desszert) helyettesíthetnek egy ebédet is, éppen ezért ajánlatos kenyeret fogyasztani hozzá, hogy lehetővé tegyük gyomrunk számára a könnyebb feldolgozást.

## Fűszerezés, általános észrevételek
A levesek fűszerezésénél nem nehéz eltalálni a megfelelő arányt, hiszen, ha valamiből kicsit többet tettünk a kelleténél, hamar ki lehet javítani a problémát egy kevés víz vagy tejszín hozzáadásával (a leves jellegétől függően). Fontos, hogy összeérjenek az ízek, de számos fűszernövény aromája elpárolog a főzés során, ezeket elegendő főzés befejezése előtt a levesbe szórni (petrezselyem, metélőhagyma, pirospaprika, szerecsendió, stb). De óvatosan, mert a túl erős fűszerezés sokat változtathat a leves jellegén. Épp ezért nem ajánlatos eleinte eltérni (ameddig magunktól nem érezzük a helyes arányokat) a receptben lejegyzettektől.
A fedő alatt főtt levesben jobban összeérnek az ízek, és így fontos aromák sem illannak el.
Friss alapanyagokból ízletesebb, tartalmasabb levesek készülnek, de megteszi bármi, amit a kamrában épp fellelünk (néhány fej hagymából fantasztikus hagymaleves, néhány szem burgonyából remek krumplileves készíthető pillanatok alatt). A konyhában kevésbé jártasak is kísérletezhetnek kedvükre, hiszen minden pótolható, helyettesíthető a folyadékkal és az ezzel arányos fűszerezéssel, így nem kell tartani az elismerés esetleges elmaradásától sem.